# やぶさきえみ
やぶさき えみ（1980年8月10日 - ）は、日本の女性声優、MCタレント。東京都板橋区出身。

## 略歴・人物
- 以前は本名の藪崎衣海（読み同じ）名義で活動していた。
- 以前はホーリーピークに所属していた[2]。
- 元々はバンドのボーカリストだった。
- デビュー当時のニックネームは「やぶひめ」。
- 2001年、『ゴーゴー五つ子ら・ん・ど』でデビューしたアイドルユニット「ピカピカ」のメインボーカルとして活躍（声優も担当）。
- 司会者としても一目置かれる存在で、FMラジオでパーソナリティーをつとめたり、イベントでも司会者としての才能を存分に発揮し、pika²時代「MC大臣」の異名を持っていた。
- 2007年、映画『素敵な家族』（堀井彩監督作品）に出演。同作がゆうばり国際ファンタスティック映画祭で上映された際、夕張を訪れ映画祭の雰囲気に感動。翌年の映画祭にまた出たいとの思いが高じて自ら監督となり短編映画『妖怪毛だくさん』を制作。見事2009年ファンタ映画祭フォーラムシアター部門への上映を果たした。

プライベート関連
- 趣味はマニアックな映画鑑賞とサッカー観戦。
- 特技は犬のものまねと生け花（免許皆伝）。
- 身長は156cm。
- 中央線と百円硬貨が好き。

## 出演作品

### テレビアニメ
2001年
- ゴーゴー五つ子ら・ん・ど（アイちゃん）

2005年
- SPEED GRAPHER（女子高生4）
- ぺとぺとさん（花井幸子、女子1）

2007年
- ひとひら（神奈ちとせ[4]）

### OVA
2003年
- エイケン エイケンヴより愛をこめて（東雲百合子[5]）

2005年
- いつだってMyサンタ!（園児C）

### シングル
藪崎衣海名義
- はじめのはじめのハジメちゃん（2000年）- 『レレレの天才バカボン』挿入歌

pika2名義
- ウルトラメンゴ!!（2001年）- 『ゴーゴー五つ子ら・ん・ど』前期オープニングテーマ
- 恋のホラーショー（2001年）

### ラジオ
- 朝はここから! さとう一声
- サンセットパーク（関東のみ）
- 藪崎衣海の今夜もぐったりフレッシュナイト（2000年4月 - ）